# Берецкое
Берецкое — пресноводное озеро на территории Подпорожского городского поселения Подпорожского района Ленинградской области.

## Общие сведения
Площадь озера — 0,9 км², площадь водосборного бассейна — 24,1 км². Располагается на высоте 105,2 метров над уровнем моря.
Форма озера лопастная, продолговатая: оно более чем на два километра вытянуто с юго-запада на северо-восток. Берега изрезанные, каменисто-песчаные, преимущественно возвышенные.
С южной стороны в Берецкое впадает безымянный водоток, вытекающий из озера Конецкого. С северной стороны Берецкого вытекает река Илакса, протекающая ниже по течению через озеро Воронье и впадающая в реку Свирь.
В озере расположены два небольших безымянных острова.
На юго-западном берегу водоёма располагается село Шеменичи, через которое проходит дорога местного значения 41К-725 («Старая дорога Подпорожье — Вытегра»). К северу от озера проходит трасса 41А-215 («Лодейное Поле — Вытегра — Прокшино — Плесецк — Брин-Наволок»).
Код объекта в государственном водном реестре — 01040100711102000015143.